# Saison 2014-2015 du Manchester City FC
Maillots
Chronologie
Saison précédente Saison suivante
La saison 2014-2015 de Manchester City est la 113e saison professionnelle du club, la 86e en première division anglaise et sa 18e en Premier League. Pour la deuxième saison de Manuel Pellegrini à la tête du club, l'entraîneur chilien tentera de défendre le titre de Champion d'Angleterre ainsi que la Capitale One Cup gagnés la saison précédente. Pour ce faire, il pourra compter sur les recrues estivales Fernando, Eliaquim Mangala ou encore Willy Caballero, ce dernier ayant été amené au club afin de remplacer Costel Pantilimon, comme gardien remplaçant, qui est parti pour Sunderland à la fin de son contrat. Les citizens ont comme objectif principal de remporter tous les trophées à leur portée, c'est-à-dire la Premier League, la FA Cup et la Capital One Cup. Le club aura aussi à cœur de faire un beau parcours en Ligue des champions tout en essayant de mettre la main sur le trophée.

## Transferts

### Mercato estival

#### Arrivées
| Équipe première |          |                  |                  |                     |
| Type            | Prix     | Joueur           | Ancien club      | Championnat         |
| Fin de contrat  | Gratuit  | Bacary Sagna     | Arsenal FC       | Premier League      |
| Achat           | 2,20M £  | Bruno Zuculini   | Racing Club      | Primera División    |
| Achat           | 7,04M £  | Willy Caballero  | Malaga CF        | Liga BBVA           |
| Achat           | 15,40M £ | Fernando Reges   | FC Porto         | Liga ZON Sagres     |
| Prêt            | 0 £      | Frank Lampard    | New York City FC | Major League Soccer |
| Achat           | 35,20M £ | Eliaquim Mangala | FC Porto         | Liga ZON Sagres     |

| Réserve et Académie |         |                  |                     |             |
| Type                | Prix    | Joueur           | Ancien club         | Championnat |
| Fin de contrat      | Gratuit | Javairo Dilrosun | Ajax Amsterdam      | Eredivisie  |
| Fin de contrat      | Gratuit | Rodney Kongolo   | Feyenoord Rotterdam | Eredivisie  |
| Fin de contrat      | Gratuit | Kjetil Haug      | Sarpsborg 08        | Tippeligaen |

#### Départs
Après avoir passé la saison 2013-2014 en prêt à Everton, Gareth Barry signe un contrat définitif avec le club de Liverpool alors que son contrat arrive à expiration avec Manchester City. Deux autres joueurs quittent le club en fin de contrat; le gardien remplaçant Costel Pantilimon et l'ancien défenseur titulaire Joleon Lescott qui s'est vu remplacé dans le onze de départ par Martín Demichelis,.
Après deux saisons durant lesquels il n'a jamais pu s'imposer, Jack Rodwell quitte à son tour le club pour rejoindre Pantilimon à Sunderland, suivi par Javi García qui, barré par Yaya Touré et Fernandinho, s'engage au Zénith Saint-Pétersbourg.
Durant la dernière journée du marché des transferts, City se sépare du jeune Emyr Huws qui rejoint définitivement Wigan Athletic après y avoir été initialement prêté pour la saison.
| Équipe première |         |                   |                         |                |
| Type            | Prix    | Joueur            | Nouveau club            | Championnat    |
| Fin de contrat  | Gratuit | Gareth Barry      | Everton FC              | Premier League |
| Fin de contrat  | Gratuit | Joleon Lescott    | West Bromwich Albion FC | Premier League |
| Fin de contrat  | Gratuit | Costel Pantilimon | Sunderland AFC          | Premier League |
| Vente           | 11,09M£ | Jack Rodwell      | Sunderland AFC          | Premier League |
| Vente           | 14,78M£ | Javi García       | FK Zenit St. Petersburg | Première Ligue |
| Vente           | 2,77M£  | Emyr Huws         | Wigan Athletic          | Championship   |

| Réserve et Académie |         |                |                            |                    |
| Type                | Prix    | Joueur         | Ancien club                | Championnat        |
| Fin de contrat      | Gratuit | Thomas Agyiri  | Atlético Clube de Portugal | Liga ZON Sagres    |
| Fin de contrat      | Gratuit | Alex Henshall  | Ipswich Town FC            | Championship       |
| Fin de contrat      | Gratuit | Kieran Kennedy | Leicester City U21         | Premier League U21 |
| Fin de contrat      | -       | Alex Nimely    | Agent libre                | -                  |
| Fin de contrat      | Gratuit | George Swan    | Wolverhampton Wanderers    | Championship       |

### Joueurs prêtés par Manchester City
| Équipe première |    |                           |                |                     |                  |                |                    |  |
| \| N° \| P. \| Nat. \| Nom \| Date de naissance \| Sélection \| Club en prêt \| Fin \| \| \| 3 \| D \| \| Karim Rekik \| 02/12/1994 (30 ans) \| Pays-Bas \| PSV Eindhoven \| 30 juin 2015 \| \| \| 4 \| D \| \| Micah Richards \| 24/06/1988 (36 ans) \| Angleterre \| ACF Fiorentina \| 30 juin 2015 \| \| \| 16 \| M \| \| Bruno Zuculini \| 02/04/1993 (31 ans) \| Argentine U20 \| Valence CF \| 30 juin 2015 \| \| \| 17 \| M \| \| Marcos Lopes \| 28/12/1995 (29 ans) \| Portugal Espoirs \| Lille \| 30 juin 2015 \| \| \| 20 \| M \| \| Emyr Huws \| 30/09/1993 (31 ans) \| Pays de Galles \| Wigan \| 1er septembre 2014 \| \| \| 7 \| A \| \| Álvaro Negredo \| 20/08/1985 (39 ans) \| Espagne \| Valence CF \| 30 juin 2015 \| \| \| 9 \| A \| \| John Guidetti \| 15/04/1992 (32 ans) \| Suède \| Celtic \| 30 juin 2015 \| \| |    |                           |                |                     |                  |                |                    |  |
| N° | P. | Nat.                      | Nom            | Date de naissance   | Sélection        | Club en prêt   | Fin                |  |
| 3 | D  | Drapeau des Pays-Bas      | Karim Rekik    | 02/12/1994 (30 ans) | Pays-Bas         | PSV Eindhoven  | 30 juin 2015       |  |
| 4 | D  | Drapeau de l'Angleterre   | Micah Richards | 24/06/1988 (36 ans) | Angleterre       | ACF Fiorentina | 30 juin 2015       |  |
| 16 | M  | Drapeau de l'Argentine    | Bruno Zuculini | 02/04/1993 (31 ans) | Argentine U20    | Valence CF     | 30 juin 2015       |  |
| 17 | M  | Drapeau du Portugal       | Marcos Lopes   | 28/12/1995 (29 ans) | Portugal Espoirs | Lille          | 30 juin 2015       |  |
| 20 | M  | Drapeau du pays de Galles | Emyr Huws      | 30/09/1993 (31 ans) | Pays de Galles   | Wigan          | 1er septembre 2014 |  |
| 7 | A  | Drapeau de l'Espagne      | Álvaro Negredo | 20/08/1985 (39 ans) | Espagne          | Valence CF     | 30 juin 2015       |  |
| 9 | A  | Drapeau de la Suède       | John Guidetti  | 15/04/1992 (32 ans) | Suède            | Celtic         | 30 juin 2015       |  |

| N° | P. | Nat.                      | Nom            | Date de naissance   | Sélection        | Club en prêt   | Fin                |  |
| 3  | D  | Drapeau des Pays-Bas      | Karim Rekik    | 02/12/1994 (30 ans) | Pays-Bas         | PSV Eindhoven  | 30 juin 2015       |  |
| 4  | D  | Drapeau de l'Angleterre   | Micah Richards | 24/06/1988 (36 ans) | Angleterre       | ACF Fiorentina | 30 juin 2015       |  |
| 16 | M  | Drapeau de l'Argentine    | Bruno Zuculini | 02/04/1993 (31 ans) | Argentine U20    | Valence CF     | 30 juin 2015       |  |
| 17 | M  | Drapeau du Portugal       | Marcos Lopes   | 28/12/1995 (29 ans) | Portugal Espoirs | Lille          | 30 juin 2015       |  |
| 20 | M  | Drapeau du pays de Galles | Emyr Huws      | 30/09/1993 (31 ans) | Pays de Galles   | Wigan          | 1er septembre 2014 |  |
| 7  | A  | Drapeau de l'Espagne      | Álvaro Negredo | 20/08/1985 (39 ans) | Espagne          | Valence CF     | 30 juin 2015       |  |
| 9  | A  | Drapeau de la Suède       | John Guidetti  | 15/04/1992 (32 ans) | Suède            | Celtic         | 30 juin 2015       |  |

| Réserve et académie |    |                           |                       |                     |                    |                 |                  |  |
| \| N° \| P. \| Nat. \| Nom \| Date de naissance \| Sélection \| Club en prêt \| Fin \| \| \| 1 \| G \| \| Eirik Johansen \| 12/07/1992 (32 ans) \| Norvège U23 \| Sandefjord \| 1 janvier 2015 \| \| \| 1 \| G \| \| Billy O'Brian \| 21/11/1995 (29 ans) \| Pays de Galles U19 \| Hyde \| 30 juin 2015 \| \| \| 5 \| D \| \| Ellis Plummer \| 02/09/1994 (30 ans) \| – \| St. Mirren \| 30 juin 2015 \| \| \| 22 \| D \| \| Jason Denayer \| 28/06/1995 (29 ans) \| Belgique Espoirs \| Celtic \| 30 juin 2015 \| \| \| 24 \| D \| \| Greg Leigh \| 30/09/1994 (30 ans) \| Angleterre U19 \| Crewe \| 1er janvier 2015 \| \| \| 17 \| M \| \| Adam Drury \| 09/09/1993 (31 ans) \| – \| St. Mirren \| 30 juin 2015 \| \| \| 19 \| M \| \| Albert Rusnák \| 07/07/1994 (30 ans) \| Slovaquie Espoirs \| SC Cambuur \| 1er janvier 2015 \| \| \| 22 \| M \| \| Godsway Donyoh \| 14/10/1994 (30 ans) \| – \| Falkenbergs FF \| 1 janvier 2015 \| \| \| 23 \| M \| \| Bismark Adjei-Boateng \| 10/05/1994 (30 ans) \| – \| Strømsgodset IF \| 30 juin 2015 \| \| \| 25 \| A \| \| Jordi Hiwula \| 21/09/1994 (30 ans) \| Angleterre U19 \| Yeovil Town \| 5 janvier 2015 \| \| \| 44 \| A \| \| Devante Cole \| 10/05/1995 (29 ans) \| Angleterre U19 \| Barnsley \| 5 janvier 2015 \| \| |    |                           |                       |                     |                    |                 |                  |  |
| N° | P. | Nat.                      | Nom                   | Date de naissance   | Sélection          | Club en prêt    | Fin              |  |
| 1 | G  | Drapeau de la Norvège     | Eirik Johansen        | 12/07/1992 (32 ans) | Norvège U23        | Sandefjord      | 1 janvier 2015   |  |
| 1 | G  | Drapeau du pays de Galles | Billy O'Brian         | 21/11/1995 (29 ans) | Pays de Galles U19 | Hyde            | 30 juin 2015     |  |
| 5 | D  | Drapeau de l'Angleterre   | Ellis Plummer         | 02/09/1994 (30 ans) | –                  | St. Mirren      | 30 juin 2015     |  |
| 22 | D  | Drapeau de la Belgique    | Jason Denayer         | 28/06/1995 (29 ans) | Belgique Espoirs   | Celtic          | 30 juin 2015     |  |
| 24 | D  | Drapeau de l'Angleterre   | Greg Leigh            | 30/09/1994 (30 ans) | Angleterre U19     | Crewe           | 1er janvier 2015 |  |
| 17 | M  | Drapeau de l'Angleterre   | Adam Drury            | 09/09/1993 (31 ans) | –                  | St. Mirren      | 30 juin 2015     |  |
| 19 | M  | Drapeau de la Slovaquie   | Albert Rusnák         | 07/07/1994 (30 ans) | Slovaquie Espoirs  | SC Cambuur      | 1er janvier 2015 |  |
| 22 | M  | Drapeau du Ghana          | Godsway Donyoh        | 14/10/1994 (30 ans) | –                  | Falkenbergs FF  | 1 janvier 2015   |  |
| 23 | M  | Drapeau du Ghana          | Bismark Adjei-Boateng | 10/05/1994 (30 ans) | –                  | Strømsgodset IF | 30 juin 2015     |  |
| 25 | A  | Drapeau de l'Angleterre   | Jordi Hiwula          | 21/09/1994 (30 ans) | Angleterre U19     | Yeovil Town     | 5 janvier 2015   |  |
| 44 | A  | Drapeau de l'Angleterre   | Devante Cole          | 10/05/1995 (29 ans) | Angleterre U19     | Barnsley        | 5 janvier 2015   |  |

| N° | P. | Nat.                      | Nom                   | Date de naissance   | Sélection          | Club en prêt    | Fin              |  |
| 1  | G  | Drapeau de la Norvège     | Eirik Johansen        | 12/07/1992 (32 ans) | Norvège U23        | Sandefjord      | 1 janvier 2015   |  |
| 1  | G  | Drapeau du pays de Galles | Billy O'Brian         | 21/11/1995 (29 ans) | Pays de Galles U19 | Hyde            | 30 juin 2015     |  |
| 5  | D  | Drapeau de l'Angleterre   | Ellis Plummer         | 02/09/1994 (30 ans) | –                  | St. Mirren      | 30 juin 2015     |  |
| 22 | D  | Drapeau de la Belgique    | Jason Denayer         | 28/06/1995 (29 ans) | Belgique Espoirs   | Celtic          | 30 juin 2015     |  |
| 24 | D  | Drapeau de l'Angleterre   | Greg Leigh            | 30/09/1994 (30 ans) | Angleterre U19     | Crewe           | 1er janvier 2015 |  |
| 17 | M  | Drapeau de l'Angleterre   | Adam Drury            | 09/09/1993 (31 ans) | –                  | St. Mirren      | 30 juin 2015     |  |
| 19 | M  | Drapeau de la Slovaquie   | Albert Rusnák         | 07/07/1994 (30 ans) | Slovaquie Espoirs  | SC Cambuur      | 1er janvier 2015 |  |
| 22 | M  | Drapeau du Ghana          | Godsway Donyoh        | 14/10/1994 (30 ans) | –                  | Falkenbergs FF  | 1 janvier 2015   |  |
| 23 | M  | Drapeau du Ghana          | Bismark Adjei-Boateng | 10/05/1994 (30 ans) | –                  | Strømsgodset IF | 30 juin 2015     |  |
| 25 | A  | Drapeau de l'Angleterre   | Jordi Hiwula          | 21/09/1994 (30 ans) | Angleterre U19     | Yeovil Town     | 5 janvier 2015   |  |
| 44 | A  | Drapeau de l'Angleterre   | Devante Cole          | 10/05/1995 (29 ans) | Angleterre U19     | Barnsley        | 5 janvier 2015   |  |

## Maillots
Fabricant : Nike / Sponsor principal : Etihad Airways
| Domicile | Extérieur | Autre | Gardien dom. | Gardien ext. |

### Informations
C'est la deuxième année consécutive que la firme à la virgule, Nike, fournit les maillots de Manchester City. Le contrat liant l'entreprise américaine au club anglais court jusqu'en 2019.
- Domicile : La couleur principale reste le bleu clair, mais cette fois l'ensemble est unicolore, laissant de côté le short blanc des saisons précédentes. À noter le col noir rappelant le maillots domicile de la saison 2012-2013[25].
- Extérieur : Peu de changement par rapport à la saison passée là aussi. Bien qu'un dégradé bleu a été rajouté, la couleur principale reste le noir. Le short est lui entièrement noir et le flocage est doré[25].
- Autre : Manchester City retrouve le violet après avoir joué dans cette couleur lors des matchs extérieurs de la saison 2007-2008. L'arrière de la tenue est dans un ton de violet plus foncé et des lignes jaunes parcourent les contours de l'ensemble[25].
- Gardien : Deux maillots pour gardien ont été créés pour cette saison. Le domicile reste vert émeraude comme lors de la saison passée mais vient s'ajouter une petite flèche jaune avec un dégradé sur chaque bras. Le design du maillot extérieur est similaire mais les couleurs sont inversées[25].

## Pré-saison
Le club débute sa pré-saison en Écosse, jouant un match amical face à Dundee puis face aux Hearts de Édimbourg, avant de partir pour les États-Unis afin de jouer un match contre Kansas City Le club enchaîne ensuite avec l'International Champions Cup 2014 en affrontant le Milan AC, l'Olympiakos et Liverpool.

### Écosse
| Amical                      | Dundee FC                  | 2 - 0   | Manchester City |                                                                |                                                                |
| 13 juillet 2014 16h00 (BST) | Harkins 26e · Tankulic 37e | (2 - 0) |                 | Dens Park, Dundee Spectateurs : 6 859 Arbitrage : Bobby Madden | Dens Park, Dundee Spectateurs : 6 859 Arbitrage : Bobby Madden |
| 13 juillet 2014 16h00 (BST) | Rapport                    |         |                 | Dens Park, Dundee Spectateurs : 6 859 Arbitrage : Bobby Madden | Dens Park, Dundee Spectateurs : 6 859 Arbitrage : Bobby Madden |

| Amical                      | Hearts        | 1 - 2   | Manchester City            |                                                                              |                                                                              |
| 18 juillet 2014 19h30 (BST) | Osman Sow 57e | (0 - 1) | 25e Sinclair · 80e Kolarov | Tynecastle Stadium, Édimbourg Spectateurs : 12 188 Arbitrage : Steven McLean | Tynecastle Stadium, Édimbourg Spectateurs : 12 188 Arbitrage : Steven McLean |
| 18 juillet 2014 19h30 (BST) | Rapport       |         |                            | Tynecastle Stadium, Édimbourg Spectateurs : 12 188 Arbitrage : Steven McLean | Tynecastle Stadium, Édimbourg Spectateurs : 12 188 Arbitrage : Steven McLean |

### États-Unis

#### Champions Shield
| Amical                      | Kansas City      | 1 - 4 | Manchester City                                               |                                                 |                                                 |
| 23 juillet 2014 20h00 (CDT) | C. J. Sapong 30e | (1-2) | 3e Zuculini · 45e Boyata · 72e (pen.) Kolarov · 88e Iheanacho | Sporting Park, Kansas City Spectateurs : 18 484 | Sporting Park, Kansas City Spectateurs : 18 484 |
| 23 juillet 2014 20h00 (CDT) | Rapport          |       |                                                               | Sporting Park, Kansas City Spectateurs : 18 484 | Sporting Park, Kansas City Spectateurs : 18 484 |

#### International Champions Cup

##### Groupe B
| Équipe          | Pts | J | V | Vt | Dt | D | BP | BC | Diff. |
| --------------- | --- | - | - | -- | -- | - | -- | -- | ----- |
| Liverpool       | 8   | 3 | 2 | 1  | 0  | 0 | 5  | 2  | +3    |
| Olympiakos      | 5   | 3 | 1 | 1  | 0  | 1 | 5  | 3  | +2    |
| Manchester City | 5   | 3 | 1 | 0  | 2  | 0 | 9  | 5  | +4    |
| AC Milan        | 0   | 3 | 0 | 0  | 0  | 3 | 1  | 10 | -9    |

| Amical                      | AC Milan    | 1-5   | Manchester City                                                      |                                                                             |                                                                             |
| 27 juillet 2014 16h00 (EST) | Muntari 42e | (1-4) | 11e Jovetić · 13e Sinclair · 23e Navas · 26e Iheanacho · 58e Jovetić | Heinz Field, Pittsburgh Spectateurs : 34 347 Arbitrage : Armando Villarreal | Heinz Field, Pittsburgh Spectateurs : 34 347 Arbitrage : Armando Villarreal |
| 27 juillet 2014 16h00 (EST) | Rapport     |       |                                                                      | Heinz Field, Pittsburgh Spectateurs : 34 347 Arbitrage : Armando Villarreal | Heinz Field, Pittsburgh Spectateurs : 34 347 Arbitrage : Armando Villarreal |

| Amical                      | Manchester City                        | 2-2 1-3 t. a. b. | Liverpool                              |                                                                           |                                                                           |
| 30 juillet 2014 19h00 (EST) | Jovetić 53e 67e                        | (0-0)            | 60e Henderson · 85e Sterling           | Yankee Stadium, New York Spectateurs : 49 653 Arbitrage : Silviu Petrescu | Yankee Stadium, New York Spectateurs : 49 653 Arbitrage : Silviu Petrescu |
| 30 juillet 2014 19h00 (EST) | Rapport                                |                  |                                        | Yankee Stadium, New York Spectateurs : 49 653 Arbitrage : Silviu Petrescu | Yankee Stadium, New York Spectateurs : 49 653 Arbitrage : Silviu Petrescu |
| 30 juillet 2014 19h00 (EST) | Kolarov · Y. Touré · Navas · Iheanacho | Tirs au but 1-3  | Sturridge · Can · Henderson · L. Leiva | Yankee Stadium, New York Spectateurs : 49 653 Arbitrage : Silviu Petrescu | Yankee Stadium, New York Spectateurs : 49 653 Arbitrage : Silviu Petrescu |

| Amical                  | Manchester City                                                         | 2-2 4-5 t. a. b. | Olympiakos                                                                            |                                                    |                                                    |
| 2 août 2014 14h00 (CST) | Jovetić 35e · Kolarov 53e (pen.)                                        | (1-1)            | 37e 66e Diamantakos                                                                   | TCF Bank Stadium, Minneapolis Spectateurs : 34 047 | TCF Bank Stadium, Minneapolis Spectateurs : 34 047 |
| 2 août 2014 14h00 (CST) | Rapport                                                                 |                  |                                                                                       | TCF Bank Stadium, Minneapolis Spectateurs : 34 047 | TCF Bank Stadium, Minneapolis Spectateurs : 34 047 |
| 2 août 2014 14h00 (CST) | D. Silva · Kolarov · Milner · Sinclair · Zuculini · Guidetti · Richards | Tirs au but 4-5  | Lykogiánnis · Dossevi · Kolovós · Ghazarian · Papadópoulos · Bouchalakis · Papázoglou | TCF Bank Stadium, Minneapolis Spectateurs : 34 047 | TCF Bank Stadium, Minneapolis Spectateurs : 34 047 |

## Community Shield

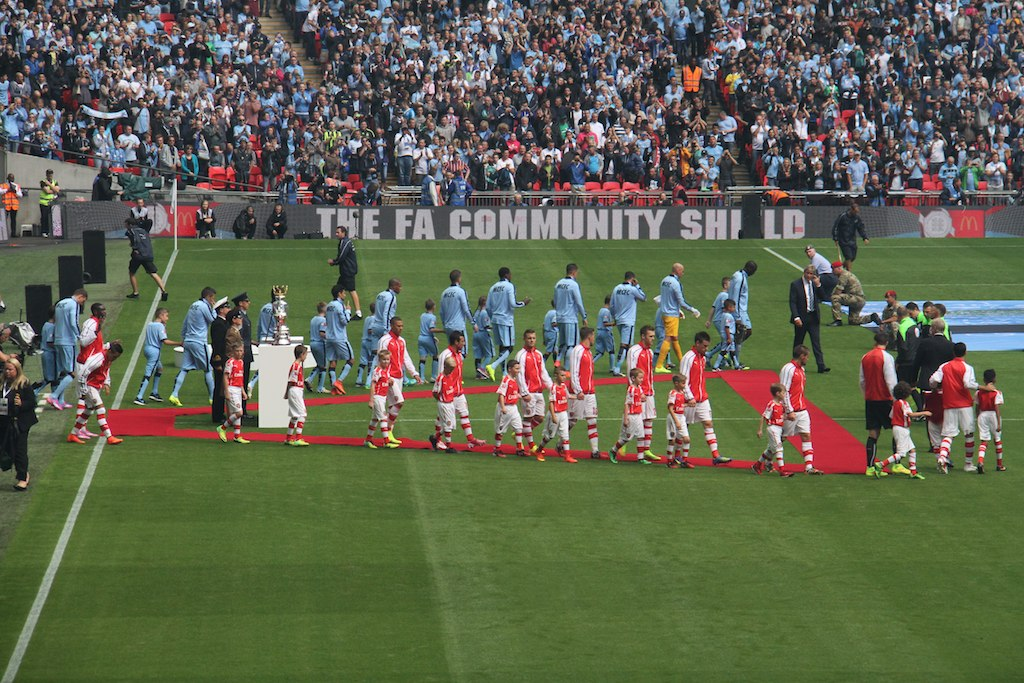
Les deux équipes entrent sur la pelouse menées par leurs entraîneurs.

Manchester City a pris part au Community Shield 2014 face à Arsenal, le vainqueur de la Coupe d'Angleterre 2013-2014. Le match s'est déroulé le 10 août 2014 à Wembley. En raison de leur reprise tardive de l'entraînement à cause de la Coupe du monde, Pellegrini doit se passer de membres importants de l'équipe type tel que le capitaine Vincent Kompany ou l'attaquant phare des citizens Sergio Agüero alors que de son côté Álvaro Negredo est indisponible à cause d'une blessure contractée durant la pré-saison. Arsène Wenger, l'entraîneur des gunners, est lui aussi forcé de se passer de quelques joueurs internationales. Ainsi, les récents champions du monde Mesut Özil, Per Mertesacker et Lukas Podolski ne figurent pas sur la feuille de match, tout comme David Ospina, blessé. Fernando, Willy Caballero et Bruno Zuculini ont fait leur début sous leur nouveau maillot lors de cette rencontre, les deux premiers participant à la totalité du match et Zuculini prenant la place de Yaya Touré à la 60e minute.
Subissant le pressing des joueurs d'Arsenal, Manchester City a de la peine à trouver son rythme en début de rencontre. Malgré quelques occasions, parmi lesquelles un tir de Samir Nasri repoussé par la main de Mathieu Debuchy, ils encaisse finalement le premier but de la rencontre. Dedryck Boyata ayant récupéré la balle sur une passe de Yaya Sanogo pour Jack Wilshere, il finit par la redonner à Santi Cazorla qui n'a aucune peine à se défaire de Gaël Clichy avant de marquer d'un tir croisé depuis l'entrée de la surface de réparation. Le jeu d'Arsenal consistant principalement à garder la balle avant de la passer à Aaron Ramsey, Manchester City concède le deuxième but dans ce schéma là. Après une percée dans la défense de City, Sanogo sert Ramsey au point de pénalty pour le 2 à 0. Arsenal est très proche de tuer le match juste avant la mi-temps, mais Caballero en décide autrement en effectuant une très bonne sortie dans les pieds d'Alexis Sánchez à l'extérieur de sa surface.
Manchester City revient en deuxième mi-temps avec un seul changement, David Silva prenant la place de Nasri. Le début de la seconde période est en contraste total avec les 45 premières minutes, les citizens ayant l'occasion de tester la défense d'Arsenal à plusieurs occasions. À la 51e minute, Fernando reçoit le seul carton jaune du match à cause d'une faute sur Wilshere. City continue sa bonne entame alors que Stevan Jovetić trouve le cadre sur un centre de Jesus Navas, mais Wojciech Szczęsny réussit à bloquer le tir sur la ligne. Olivier Giroud entré à la 68e, il marque le dernier but du match sur un lobe de 23 mètres ne laissant aucune chance à Caballero d'agir. Malgré quelques occasions en fin de match, le club de Manchester ne parvient pas à inverser le court du jeu et offre ainsi le deuxième titre d'Arsenal en quatre mois.
| 10 août 2014  | Arsenal                               | 3 – 0   | Manchester City |                                                                           |                                                                           |
| 16:00 (UTC+2) | Cazorla 22e · Ramsey 43e · Giroud 62e | (2 – 0) | 51e Fernando    | Wembley Stadium, Londres Spectateurs : 70 523 Arbitrage : Michael Olivier | Wembley Stadium, Londres Spectateurs : 70 523 Arbitrage : Michael Olivier |
| 16:00 (UTC+2) | Rapport                               |         |                 | Wembley Stadium, Londres Spectateurs : 70 523 Arbitrage : Michael Olivier | Wembley Stadium, Londres Spectateurs : 70 523 Arbitrage : Michael Olivier |

| ARSENAL :      |    |                         |  |     |
|                |    |                         |  |     |
| Gardien de but | 1  | Wojciech Szczęsny       |  |     |
|                | 2  | Mathieu Debuchy         |  |     |
|                | 6  | Laurent Koscielny       |  | 45e |
|                | 21 | Calum Chambers          |  |     |
|                | 3  | Kieran Gibbs            |  |     |
|                | 8  | Mikel Arteta            |  |     |
|                | 17 | Alexis Sánchez          |  | 45e |
|                | 16 | Aaron Ramsey            |  | 86e |
|                | 10 | Jack Wilshere           |  | 68e |
|                | 19 | Santi Cazorla           |  | 70e |
|                | 22 | Yaya Sanogo             |  | 45e |
| Remplaçants :  |    |                         |  |     |
| Gardien de but | 50 | Damián Martínez         |  |     |
|                | 18 | Nacho Monreal           |  | 45e |
|                | 7  | Tomáš Rosický           |  | 70e |
|                | 15 | Alex Oxlade-Chamberlain |  | 45e |
|                | 20 | Mathieu Flamini         |  | 68e |
|                | 12 | Olivier Giroud          |  | 45e |
|                | 28 | Joel Campbell           |  | 86e |
| Entraîneur :   |    |                         |  |     |
| Arsène Wenger  |    |                         |  |     |

| MAN. CITY :       |    |                    |     |     |
|                   |    |                    |     |     |
| Gardien de but    | 13 | Willy Caballero    |     |     |
|                   | 22 | Gaël Clichy        |     |     |
|                   | 38 | Dedryck Boyata     |     |     |
|                   | 33 | Matija Nastasić    |     |     |
|                   | 11 | Aleksandar Kolarov |     | 76e |
|                   | 6  | Fernando           | 51e |     |
|                   | 42 | Yaya Touré         |     | 60e |
|                   | 15 | Jesús Navas        |     | 85e |
|                   | 35 | Stevan Jovetić     |     |     |
|                   | 8  | Samir Nasri        |     | 45e |
|                   | 10 | Edin Džeko         |     | 60e |
| Remplaçants :     |    |                    |     |     |
| Gardien de but    | 1  | Joe Hart           |     |     |
|                   | 2  | Micah Richards     |     | 76e |
|                   | 19 | Karim Rekik        |     |     |
|                   | 7  | James Milner       |     | 60e |
|                   | 12 | Scott Sinclair     |     | 85e |
|                   | 21 | David Silva        |     | 45e |
|                   | 36 | Bruno Zuculini     |     | 60e |
| Entraîneur :      |    |                    |     |     |
| Manuel Pellegrini |    |                    |     |     |

## Championnat

### Classement actuel
Extrait du classement de Premier League au 28 septembre 2014
| Rang | Équipe            | Pts | J | G | N | P | Bp | Bc | Diff |
| --- | ----------------- | --- | - | - | - | - | -- | -- | ---- |
| 1 | Chelsea           | 16  | 6 | 5 | 1 | 0 | 19 | 7  | +12  |
| 2 | Southampton       | 13  | 6 | 4 | 1 | 1 | 11 | 4  | +7   |
| 3 | Manchester City   | 11  | 6 | 3 | 2 | 1 | 12 | 7  | +5   |
| 4 | Arsenal           | 10  | 6 | 2 | 4 | 0 | 11 | 7  | +4   |
| |                   |     |   |   |   |   |    |    |      |
| 5 | Swansea City      | 10  | 6 | 3 | 1 | 2 | 8  | 6  | +2   |
| |                   |     |   |   |   |   |    |    |      |
| 6 | Aston Villa       | 10  | 6 | 3 | 1 | 2 | 4  | 7  | -3   |
| 7 | Manchester United | 8   | 6 | 2 | 2 | 2 | 11 | 9  | +2   |
| 8 | Tottenham Hotspur | 8   | 6 | 2 | 2 | 2 | 8  | 7  | +1   |
| - Phase de groupes de la Ligue des champions 2015-2016 - Phases de groupes de la Ligue Europa 2015-2016 - Barrages de la Ligue Europa 2015-2016 |                   |     |   |   |   |   |    |    |      |

### Résumé des résultats
| Journée   | 01 | 02 | 03 | 04 | 05 | 06 | 07 | 08 | 09 | 10 | 11 | 12 | 13 | 14 | 15 | 16 | 17 | 18 | 19 | 20 | 21 | 22 | 23 | 24 | 25 | 26 | 27 | 28 | 29 | 30 | 31 | 32 | 33 | 34 | 35 | 36 | 37 | 38 |
| --------- | -- | -- | -- | -- | -- | -- | -- | -- | -- | -- | -- | -- | -- | -- | -- | -- | -- | -- | -- | -- | -- | -- | -- | -- | -- | -- | -- | -- | -- | -- | -- | -- | -- | -- | -- | -- | -- | -- |
| Terrain   | E  | H  | H  | E  | H  | E  | E  | H  | E  |    |    |    |    |    |    |    |    |    |    |    |    |    |    |    |    |    |    |    |    |    |    |    |    |    |    |    |    |    |
| Résultats | V  | V  | D  | N  | N  | V  | V  | V  | D  |    |    |    |    |    |    |    |    |    |    |    |    |    |    |    |    |    |    |    |    |    |    |    |    |    |    |    |    |    |
| Place     | 2e | 2e | 4e | 5e | 6e | 3e | 2e | 2e | 3e |    |    |    |    |    |    |    |    |    |    |    |    |    |    |    |    |    |    |    |    |    |    |    |    |    |    |    |    |    |

 Source : Statto.com
Terrain : D = Domicile ; E = Extérieur. Résultat: D = Défaite ; N = Nul ; V = Victoire.

### Août 2014
Le Championnat d'Angleterre a débuté le 17 août 2014, Manchester City battant Newcastle United chez eux sur le score de deux buts à zéro. Comme l'année passée, le premier buteur de la saison est David Silva, alors que Sergio Agüero marque son premier but de la saison en étant entré en cours de jeu. C'est lors de la deuxième journée qu'a eu lieu le premier gros choc de la saison, City se retrouvant face à son dauphin de l'année passée, Liverpool, à l'Etihad Stadium. Les citizens, solide défensivement, ont été grandement aidés par le premier doublé en championnat de Stevan Jovetić, tandis qu'Agüero a régalé en profitant d'une passe en profondeur de Jesus Navas pour marquer seulement 15 secondes après être entré sur le terrain. Le mois d'août se termine sur une mauvaise note. City étant confronté à Stoke City, ils concèdent leur première défaite de la saison, et cela malgré 72 % de possession de balle, sur un but de Mame Diouf. Lancé en un contre un face à Fernandinho, il n'a pas eu de problème pour le dribbler avant de filer vers le but et tromper Joe Hart. Malgré tout, le club mancunien finit le mois à la quatrième place, à 3 points de Chelsea.

### Septembre 2014
Après une trêve internationale ternie par la blessure de Stevan Jovetić avec le Monténégro, les citizens doivent directement reprendre le rythme puisque c'est à l'Emirates Stadium que se joue la rencontre suivante. Manuel Pellegrini devant composer avec seulement deux attaquants, il décide de laisser Edin Džeko sur le banc afin de faire évoluer Sergio Agüero seul en attaque, soutenu par David Silva, Jesus Navas et James Milner. Malgré une certaine domination d'Arsenal, Agüero parvient à marquer sur un centre de Navas. Les gunners reviendront déterminés après la mi-temps, parvenant à faire trembler les filets de Joe Hart à deux occasions afin de prendre l'avantage. C'est en toute fin de rencontre que Martín Demichelis parviendra à arracher le nul sur un coup franc tiré par Kolarov.
De retour d'un résultat décevant face au Bayern Munich en Ligue des champions, Manchester City reçoit les leaders du moment Chelsea à l'occasion de la 5e journée de championnat. Avec un onze de départ notamment composé de Eliaquim Mangala qui fait ses grands débuts pour son nouveau club, City se lance dans un match très physique. Malgré une domination dans la possession de balle, les citizens ne feront qu'échouer face à une défense de Chelsea très compacte. Mike Dean, l'arbitre de la rencontre, distribue 6 cartons jaune en première période, et, à la 66e minute, il ampute les citizens en donnant un deuxième carton jaune à Pablo Zabaleta après un tacle musclé sur Diego Costa, qui lui aussi aura droit à son carton jaune pour avoir menacé Zabaleta. Džeko cédant sa place à Bacary Sagna afin de retrouver une défense à quatre, il ne faudra que cinq minutes à Chelsea pour prendre l'avantage grâce à André Schürrle sur une contre-attaque rapide lancée par Eden Hazard. Désireux de jouer l'attaque une ultime fois, Pellegrini fait sortir Aleksandar Kolarov pour Frank Lampard qui se retrouve face au club dans lequel il a passé la plus grande partie de sa carrière. Il ne lui faudra que 7 minutes pour marquer son premier but pour les citizens et assurer le match nul. Les deux équipes se quittent ainsi sur le score de 1 à 1 alors que Mangala effectue des débuts de rêve en étant élu homme du match.

## Ligue des champions

### Phase de poule

#### Tirage au sort
Le tirage au sort a eu lieu le 28 août 2014. Manchester City figurait dans le chapeau numéro 2. Le club mancunien se retrouve face à deux adversaires déjà rencontrés puisque le CSKA Moscou et le Bayern Munich étaient tous deux dans le groupe des citizens l'an passé. C'est la troisième fois en quatre ans que le Manchester City et le Bayern tombent dans le même groupe. Un nouvel adversaire fait son apparition, l'AS Rome, le club italien n'ayant jamais affronté Manchester City auparavant.

#### Résumés des matchs
Le 17 septembre, ils lancent leur campagne européenne face au Bayern Munich à l'Allianz Arena, là où ils s'étaient imposé 3 à 2 l'an passé. Pellegrini étant suspendu à la suite de ses remarques face à l'arbitre du match face au FC Barcelone, c'est son assistant Rubén Cousillas qui doit prendre les rênes de l'équipe pour un match. Il devra se passer de Fernando et Stevan Jovetić pour cause de blessure et de Pablo Zabaleta, suspendu pour son carton rouge obtenu face à Barcelone.
Joe Hart sera alerté dès les premières minutes de jeu, alors que Thomas Müller profite d'une bonne succession de passes pour se faufiler dans la défense avant d'armer un lobe qui finira dans le petit filet droit. Edin Džeko offre la première occasion des citizens, mais Manuel Neuer entame bien son match en effectuant l'arrêt. Hart réalisera une bonne performance sur l'ensemble du match, parvenant à effectuer quelques sauvetages spectaculaires. Le match restera serré jusqu'aux derniers instants. À la 90e minute de jeu, Jérôme Boateng, un ancien de Manchester City, armera une reprise de volée depuis l'angle de la surface de réparation qui touchera le dos de Claudio Pizarro avant de passer au-dessus de Hart et de se loger dans le fond des filets. Le but interviendra trop tard pour être rattrapé, et City concède une défaite qui aurait pu être évitée à quelques secondes près.
City continue son aventure européenne face à l'AS Roma le 30 septembre 2014. Manuel Pellegrini doit encore une fois composer son onze de départ sans Fernando et Jovetić, accompagné cette fois par Samir Nasri qui a subi une opération à l'aine la veille du match.
Il ne faudra que quatre minutes pour assister au premier but. Retenu dans la surface de réparation par Maicon, Sergio Agüero convertit son pénalty sans trembler et marque ainsi son cinquième but de la saison. Les romains tentent aussi tôt de revenir dans le match et voient Maicon toucher la latte d'un tir puissant qui finit par ricocher sur la ligne de but avant de resortir. Francesco Totti devient le plus vieux buteur de la compétition en marquant le but égalisateur à la 23e minute après avoir lobé Hart. Les blues auraient pu se voir attribuer un autre pénalty à la 38e minute alors que Jesús Navas centrait sur le bras d'un défenseur italien, mais l'arbitre décidera de ne pas accorder de sanction. Malgré de bonnes occasions, City n'arrive pas à marquer et termine ainsi le match sur un score nul, rendant la qualification aux huitième de finale encore plus difficile qu'elle ne l'était après le match face au Bayern.
Classement du groupe E au 30 septembre 2014
| Rang | Équipe          | Pts | J | G | N | P | Bp | Bc | Diff |
| ---- | --------------- | --- | - | - | - | - | -- | -- | ---- |
| 1    | Bayern Munich   | 6   | 2 | 2 | 0 | 0 | 2  | 0  | +2   |
| 2    | AS Roma         | 4   | 2 | 1 | 1 | 0 | 6  | 2  | +4   |
| 3    | Manchester City | 1   | 2 | 0 | 1 | 1 | 1  | 2  | -1   |
| 4    | CSKA Moscou     | 0   | 2 | 0 | 0 | 2 | 1  | 6  | -5   |

#### 1/8 de finale
| Date       | J.         | Adversaire   | Lieu                       | Score | Buteurs                         |
| ---------- | ---------- | ------------ | -------------------------- | ----- | ------------------------------- |
| 24/02/2015 | 8es aller  | FC Barcelone | Etihad Stadium, Manchester | 1-2   | Suarez (16e) (30e) Aguero (68e) |
| 18/03/2015 | 8es retour | FC Barcelone | Camp Nou, Barcelone        | 0-1   | Rakitic (31e)                   |

## Coupe de la ligue

### Troisième tour
Manchester City débute la League Cup durant le troisième tour face à Sheffield Wednesday. Le tirage au sort a eu lieu le 27 août 2014 et le match prendra place le 24 septembre 2014. Après avoir joué leur dernier match trois jours auparavant face à Chelsea, Manchester City doit se passer de Samir Nasri, Sergio Agüero, David Silva, Fernando et Stevan Jovetić pour cause de blessures, et de Pablo Zabaleta qui est suspendu à la suite de son carton rouge récolté lors du match précédent.
Après une première mi-temps durant laquelle la seule vrai occasion a été une reprise de volée de Eliaquim Mangala sur le poteau du but, le match se débride en deuxième période. Malgré une défense très compacte, Frank Lampard n'a besoin que de deux minutes dans la deuxième mi-temps pour marquer le premier des sept buts sur un centre de James Milner. Quelques minutes après cela, Edin Džeko trouve le chemin des buts pour la première fois de la saison en reprenant un centre de Jesús Navas. Les Owls n'ont pas le temps de reprendre leur souffle que le passeur décisif du précédent but, Navas, réussit à marquer d'un tir en force depuis la droite du but après une percée à travers la défense. Kamil Zayatte concède un pénalty avant d'être expulser par l'arbitre, et Yaya Touré n'a aucun problème à tromper le gardien adverse afin de marquer son premier but de la saison. Džeko et Lampard finissent par marquer leur deuxième but de la soirée, tandis que le jeune José Ángel Pozo, qui a fait ses débuts avec l'équipe première durant ce match, marque son premier but professionnel.
| 24 septembre 2014 | Manchester City                                                                                           | 7 - 0   | Sheffield Wednesday FC |                                        |                                        |
| 19h45 BST         | Lampard 47e · Džeko 53e · Navas 55e · Touré 60e (pen.) · Mangala 63e · Džeko 77e · Pozo 88e · Lampard 90e | (0 - 0) | Kamil Zayatte 59e      | City of Manchester Stadium, Manchester | City of Manchester Stadium, Manchester |

### Quatrième tour
| 29 octobre 2014 | Manchester City | - | Newcastle United |                                        |                                        |
| 19h45 (BST)     |                 |   |                  | City of Manchester Stadium, Manchester | City of Manchester Stadium, Manchester |

## Coupe d'Angleterre
Manchester City débutera la FA Cup durant le troisième tour. Le premier match aura lieu le 3 janvier 2015.

## Statistiques
Mise à jour : 31 octobre 2014

### Buteurs
Inclut uniquement les matches officiels. La liste est classée par numéro de maillot lorsque le total de but est égal.
| R     | No.   | Nat              | Joueur            | Position  | Premier League | Premier League | Coupe d'Angleterre | Coupe d'Angleterre | Coupe de la Ligue | Coupe de la Ligue | Community Shield | Community Shield | Ligue des champions | Ligue des champions | Total | Total |
| R     | No.   | Nat              | Joueur            | Position  | Buts           | CSC            | Buts               | CSC                | Buts              | CSC               | Buts             | CSC              | Buts                | CSC                 | Buts  | CSC   |
| 1     | 16    |                  | Sergio Agüero     | Attaquant | 9              | 0              | 0                  | 0                  | 0                 | 0                 | 0                | 0                | 1                   | 0                   | 10    | 0     |
| 2     | 10    |                  | Edin Džeko        | Attaquant | 2              | 0              | 0                  | 0                  | 2                 | 0                 | 0                | 0                | 0                   | 0                   | 4     | 0     |
| 2     | 18    |                  | Frank Lampard     | Milieu    | 2              | 0              | 0                  | 0                  | 2                 | 0                 | 0                | 0                | 0                   | 0                   | 4     | 0     |
| 3     | 21    |                  | David Silva       | Milieu    | 2              | 0              | 0                  | 0                  | 0                 | 0                 | 0                | 0                | 0                   | 0                   | 2     | 0     |
| 3     | 35    |                  | Stevan Jovetić    | Attaquant | 2              | 0              | 0                  | 0                  | 0                 | 0                 | 0                | 0                | 0                   | 0                   | 2     | 0     |
| 3     | 42    |                  | Yaya Touré        | Milieu    | 1              | 0              | 0                  | 0                  | 1                 | 0                 | 0                | 0                | 0                   | 0                   | 2     | 0     |
| 4     | 15    |                  | Jesús Navas       | Milieu    | 0              | 0              | 0                  | 0                  | 1                 | 0                 | 0                | 0                | 0                   | 0                   | 1     | 0     |
| 4     | 26    |                  | Martín Demichelis | Défenseur | 1              | 0              | 0                  | 0                  | 0                 | 0                 | 0                | 0                | 0                   | 0                   | 1     | 0     |
| 4     | 78    |                  | José Ángel Pozo   | Attaquant | 0              | 0              | 0                  | 0                  | 1                 | 0                 | 0                | 0                | 0                   | 0                   | 1     | 0     |
|       | 5     |                  | Pablo Zabaleta    | Défenseur | 0              | 1              | 0                  | 0                  | 0                 | 0                 | 0                | 0                | 0                   | 0                   | 0     | 1     |
| 20    |       | Eliaquim Mangala | Défenseur         | 0         | 1              | 0              | 0                  | 0                  | 0                 | 0                 | 0                | 0                | 0                   | 0                   | 1     |       |
| Total | Total | Total            | Total             | Total     | 19             | 2              | 0                  | 0                  | 7                 | 0                 | 0                | 0                | 1                   | 0                   | 27    | 2     |

### Discipline
Inclut uniquement les matches officiels. La liste est classée par numéro de maillot lorsque le total des cartons est égal.
| R     | No.   | Nat                              | Joueur             | Position  | Premier League | Premier League | Coupe d'Angleterre | Coupe d'Angleterre | Coupe de la Ligue | Coupe de la Ligue | Community Shield | Community Shield | Ligue des champions | Ligue des champions | Total  | Total        |
| R     | No.   | Nat                              | Joueur             | Position  | Averti         | Carton rouge   | Averti             | Carton rouge       | Averti            | Carton rouge      | Averti           | Carton rouge     | Averti              | Carton rouge        | Averti | Carton rouge |
| 1     | 5     | Drapeau de l'Argentine           | Pablo Zabaleta     | Défenseur | 3              | 1              | 0                  | 0                  | 0                 | 0                 | 0                | 0                | 0                   | 0                   | 3      | 1            |
| 2     | 4     | Drapeau de la Belgique           | Vincent Kompany    | Défenseur | 2              | 0              | 0                  | 0                  | 0                 | 0                 | 0                | 0                | 1                   | 0                   | 3      | 0            |
| 2     | 25    | Drapeau du Brésil                | Fernandinho        | Milieu    | 3              | 0              | 0                  | 0                  | 0                 | 0                 | 0                | 0                | 0                   | 0                   | 3      | 0            |
| 2     | 42    | Drapeau de la Côte d'Ivoire      | Yaya Touré         | Milieu    | 3              | 0              | 0                  | 0                  | 0                 | 0                 | 0                | 0                | 0                   | 0                   | 3      | 0            |
| 3     | 6     | Drapeau du Brésil                | Fernando Reges     | Milieu    | 1              | 0              | 0                  | 0                  | 0                 | 0                 | 1                | 0                | 0                   | 0                   | 2      | 0            |
| 3     | 11    | Drapeau de la Serbie             | Aleksandar Kolarov | Défenseur | 2              | 0              | 0                  | 0                  | 0                 | 0                 | 0                | 0                | 0                   | 0                   | 2      | 0            |
| 3     | 20    | Drapeau de la France             | Eliaquim Mangala   | Défenseur | 1              | 0              | 0                  | 0                  | 1                 | 0                 | 0                | 0                | 0                   | 0                   | 2      | 0            |
| 3     | 21    | Drapeau de l'Espagne             | David Silva        | Milieu    | 2              | 0              | 0                  | 0                  | 0                 | 0                 | 0                | 0                | 0                   | 0                   | 2      | 0            |
| 3     | 22    | Drapeau de la France             | Gaël Clichy        | Défenseur | 1              | 0              | 0                  | 0                  | 0                 | 0                 | 0                | 0                | 1                   | 0                   | 2      | 0            |
| 3     | 26    | Drapeau de l'Argentine           | Martín Demichelis  | Défenseur | 1              | 0              | 0                  | 0                  | 0                 | 0                 | 0                | 0                | 1                   | 0                   | 2      | 0            |
| 4     | 10    | Drapeau de la Bosnie-Herzégovine | Edin Džeko         | Attaquant | 0              | 0              | 0                  | 0                  | 0                 | 0                 | 0                | 0                | 1                   | 0                   | 1      | 0            |
| 4     | 15    | Drapeau de l'Espagne             | Jesús Navas        | Milieu    | 1              | 0              | 0                  | 0                  | 0                 | 0                 | 0                | 0                | 0                   | 0                   | 1      | 0            |
| 4     | 18    | Drapeau de l'Angleterre          | Frank Lampard      | Milieu    | 1              | 0              | 0                  | 0                  | 0                 | 0                 | 0                | 0                | 0                   | 0                   | 1      | 0            |
| Total | Total | Total                            | Total              | Total     | 21             | 1              | 0                  | 0                  | 1                 | 0                 | 1                | 0                | 4                   | 0                   | 27     | 1            |

### Onze de départ
| No. | Pos. | Joueur      | Titulaire | Notes                         |
| --- | ---- | ----------- | --------- | ----------------------------- |
| 1   | GB   | Hart        | 10        | Caballero a 4 titularisations |
| 4   | DC   | Kompany     | 10        | Nastasić a 1 titularisation   |
| 26  | DC   | Demichelis  | 9         | Mangala a 6 titularisations   |
| 5   | DD   | Zabaleta    | 7         | Sagna a 5 titularisations     |
| 22  | DG   | Clichy      | 9         | Kolarov a 7 titularisations   |
| 42  | MR   | Touré       | 12        | Lampard a 3 titularisations   |
| 6   | MR   | Fernandinho | 7         | Fernando a 6 titularisations  |
| 8   | MD   | Milner      | 7         | Navas a 5 titularisations     |
| 21  | MG   | Silva       | 12        | Nasri a 5 titularisations     |
| 16  | AC   | Agüero      | 8         | Jovetić a 5 titularisations   |
| 10  | BU   | Džeko       | 10        |                               |

## Récompenses

### Etihad Player of the month
| Mois      | Joueur du mois | Références |
| --------- | -------------- | ---------- |
| Août      | Stevan Jovetić | [ 47 ]     |
| Septembre | Frank Lampard  | [ 48 ]     |

## Affluence
Affluence de Manchester City à domicile